# Общее дело (телесериал)
«О́бщее де́ло» (англ. Common Law) — американский комедийно-драматический телесериал, который выходил на телеканале USA Network с 11 мая по 10 августа 2012 года. Майкл Или и Уоррен Коул исполнили роли двух детективов отдела полиции Лос-Анджелеса, которые не могут друг друга терпеть, но тем не менее оказываются напарниками и вынуждены посещать терапию для пар, чтобы исправить эту ситуацию.
Сериал создан Кормаком и Мэриэнн Уибберли и спродюсирован студиями CBS Television Studios и Junction Entertainment. Хотя изначально премьера шоу планировалась 26 января 2012 года, старт был перенесён на лето того же года. Премьера состоялась в пятницу, 11 мая 2012 года, после сериала «Посредник Кейт».
USA Network закрыл шоу после одного сезона 31 октября 2012 года из-за низких рейтингов.

## Сюжет
Два детектива отдела убийств Департамента полиции Лос-Анджелеса Трэвис Маркс (Майкл Или) и Уэс Митчелл (Уоррен Коул) терпеть не могут друг друга. Постоянная грызня между двумя напарниками вынуждает их босса, капитана Майка Саттона (Джек Макги), отправить их к семейному терапевту доктору Эмме Райан (Соня Уолгер), в надежде на улучшение ситуации.

## В ролях

### Основной состав
- Майкл Или — детектив Трэвис Маркс
- Уоррен Коул — детектив Уэсли «Уэс» Митчелл
- Соня Уолгер — доктор Эмма Райан
- Джек Макги — капитан Майк Саттон

### Второстепенный состав
- Элизабет Чомко — Алекс Макфарленд Митчелл
- Алисия Коппола — Джонелль

## Эпизоды
| №  | Название                                          | Режиссёр        | Автор сценария                     | Дата премьеры   | Произв. код | Зрители в США (млн) |
| -- | ------------------------------------------------- | --------------- | ---------------------------------- | --------------- | ----------- | ------------------- |
| 1  | «Pilot» «Пилот»                                   | Джон Тёртелтауб | Кормак Уибберли и Мэриэнн Уибберли | 11 мая 2012     | 101         | 2,48                |
| 2  | «Ride-Along» «На волне»                           | Дермотт Доунс   | Кормак Уибберли и Мэриэнн Уибберли | 18 мая 2012     | 102         | 2,51                |
| 3  | «Soul Mates» «Родственные души»                   | Аарон Липстадт  | Памела Дэвис                       | 1 июня 2012     | 103         | 2,29                |
| 4  | «Ex-Factor» «Экс-фактор»                          | Мел Дэмски      | Мэтт Уорд                          | 8 июня 2012     | 104         | 2,31                |
| 5  | «The T Word» «Слово на букву „Т“»                 | Джон Скотт      | Дуглас Петри и Тим Талботт         | 15 июня 2012    | 105         | 2,21                |
| 6  | «Performance Anxiety» «Страх перед выступлениями» | Ларри Тенг      | Крэйг Суини                        | 22 июня 2012    | 106         | 2,17                |
| 7  | «Role Play» «Ролевая игра»                        | Марк Роскин     | Джефф Лоуэлл                       | 29 июня 2012    | 107         | 1,97                |
| 8  | «Joint Custody» «Совместная опека»                | Стивен Серджик  | Крэйг Суини и Мэтт Уорд            | 13 июля 2012    | 108         | 2,07                |
| 9  | «Odd Couples» «Странные парочки»                  | Майкл Смит      | Джефф Лоуэлл                       | 20 июля 2012    | 109         | 1,82                |
| 10 | «In-Laws vs. Outlaws» «Родня против преступников» | Стивен Серджик  | Тим Талботт                        | 27 июля 2012    | 110         | 1,76                |
| 11 | «Hot for Teacher» «Сексапильная учительница»      | Сейт Манн       | Крэйг Суини и Джон Макнамара       | 3 августа 2012  | 111         | 1,79                |
| 12 | «Gun!» «Пушка»                                    | Джон Беринг     | Крэйг Суини                        | 10 августа 2012 | 112         | 2,04                |